# ليليان لاندور
ليليان لاندور (بالإنجليزية: Liliane Landor) هي صحفية بريطانية لبنانية المولد، ومديرة للبث الإذاعي عملت في قناة بي بي سي منذ 1989 حتى منتصف 2016 . آخر منصب شغلته هو رئيسة قسم اللغات في خدمة بي بي سي العالمية حيث كانت مسؤولة عن البث الإذاعي والتليفزيوني إلى 27 لغة. أطلقت عام 2014 مشروع البي بي سي «100 امرأة». في نوڤمبر 2016، صنفت لاندور كواحدة من أكثر النساء تأثيرًا وإلهامًا من قبل مشروع بي بي سي «100 امرأة» الذي كان موضوعه «التحدي».

## السيرة الذاتية
ولدت لاندور ونشأت في لبنان لأب لبناني وأم كوبية. وقد تلقت تعليمها في فرنسا وسويسرا. عندما انضمت إلى فريق عمل البي بي سي عام 1989، عملت لاندور في القسم الفرنسي حيث كانت تقدم برنامجًا إخباريًا واحدة من أول المذيعين غيرالبريطانيين بقسم الأخبار في خدمة بي بي سي العالمية حيث قدمت برنامج «أوروبا اليوم» "Europe Today" وبعدها بعامين البرنامج الرئيسي «ساعة الأخبار» "Newshour". كما كانت واحدة من المقدمين الرئيسيين لبرنامج «العالم اليوم» "The World Today" قبل أن تصبح محررته.
عام 2002، تولت لاندور منصب كبير محرري برامج الأخبار والشؤون الجارية وهو القسم نفسه الذي ترأسته عام 2006 لتصبح بذلك مسؤولة عن جميع البرامج الإخبارية المقدمة باللغة الإنجليزية في خدمة بي بي سي العالمية.
في أواخر عام 2009، انتقلت لاندور إلى قسم الشرق الأوسط في الخدمة العالمية حيث تولت تحرير وإدارة جميع إذاعات التليفزيون والراديو العربية. عام 2013، أصبحت لاندور المراقبة المسؤولة عن البث الإذاعي والتليفزيوني لخدمة بي بي سي العالمية في 27 لغة حتى تقاعدها في منتصف عام 2016. ويرجع الفضل للاندور في إطلاق مشروع البي بي سي «100 امرأة» عام 2014 والذي ضم التلميذة الباكستانية ملالا يوسفزي التي تعرضت لإطلاق نار من قبل حركة طالبان.
تقدر لاندور بشكل كامل أهمية الدمج بين البث الإذاعي والتليفزيوني من جهة وخدمات الإنترنت بما فيها مواقع التواصل اللإجتماعي من جهة أخرى. وفي حوار لها عام 2014 مع حنين غدار من «أخبار ناو» "NOW News" أكدت لاندور أهمية الحفاظ على الجودة العالية للأخبار مع اكتشاف إمكانيات جديدة لإيصالها بفاعلية. وأوضحت كذلك أن «حيادية البي بي سي وموضوعيتعا ومبادئها العالمية لن تتغير» وأضافت أن «هناك طرق عديدة للوصول للجمهور لكن في نهاية المطاف توجد مبادئ تحريرية لا يمكن التنازل عنها.» 
عند رحيلها، وصفها مدير بي بي سي، جيمس هاردنج، بأنها كانت «شخصية هامة في تشكيل الخدمة العالمية»، والتي استطاعت من خلال خدمات اللغة أن «تغير من كفاءة قناة بي بي سي في فهم العالم».